# Wim Opbrouck
Wim Opbrouck, né le 5 février 1969 à Bavikhove, est un acteur et chanteur belge flamand.
Il est notamment le présentateur de Bake Off Vlanderen.

## Biographie
Il a suivi les cours du Studio Herman Teirlinck, d'où il est sorti en 1992.

## Filmographie

### Télévision
- 1997-1998 : Windkracht 10 : Nick Bouvry
- 2005-2008 : Matrioshki : Le Trafic de la honte : Mike Simons
- 2012-2013 : Salamandre (série télévisée) : Marc, le ministre de la justice
- 2013 : Albert II (série télévisée) : Jean-Luc Dehaene
- 2017 : Tytgat Chocolat : Roman Tytgat

### Cinéma
- 1995 : Manneken Pis (film) : Bert
- 2000 : Everybody Famous  : Rik De Visser
- 2002 : Meisje : Alain
- 2007 : Pas sérieux s'abstenir : Julien
- 2010 : Frits et Freddy : Carlo Mus
- 2014 : Bowling Balls : Mon Dewilde
- 2015 : Ventoux (film) : David
- 2015 : Café Derby : Georges
- 2024 : Young Hearts d'Anthony Schatteman (nl) : oncle Tony

## Récompense
- Prix de la meilleure interprétation masculine au Festival international du film d'Aubagne - Music & Cinema de 2016[2].